# Wanelge Castillo
Wanelge Castillo (ur. 9 marca 1945 w Panamie) – panamski zapaśnik w stylu wolnym. Dwukrotny olimpijczyk. Odpadł w eliminacjach na turnieju w Meksyku 1968 i Monachium 1972. Zajął szóste miejsce na mistrzostwach świata w 1969. Zdobył dwa medale na igrzyskach panamerykańskich, srebrny w 1967. Trzykrotny medalista igrzysk Ameryki Środkowej i Karaibów, złoty w 1970. Mistrz igrzysk boliwaryjskich w 1970 i 1973. Wicemistrz igrzysk Ameryki Centralnej w 1973 roku.